# Catephia pyramidalis
Catephia pyramidalis là một loài bướm đêm trong họ Erebidae.